# Операция 90
Операция 90 (Операция NINETY) е първата аржентинска военна мисия до Южния Полюс, състояла се през 1965 г.
По обявена информация от аржентинското правителство и военното министерство тази операция е с научна цел и няма никакви колониални цели. Името си носи от 90-ия паралел. Продължилата 66 дни операция завършва на 31 декември с.г.